# جان پیترز هامفری
جان پیترز هامفری (۳۰ آوریل ۱۹۰۵ – ۱۴ مارس ۱۹۹۵) یک محقق و نظریه‌پرداز حقوق کانادایی و مدافع حقوق بشر بود. شهرت وی به عنوان نویسنده اولین پیش‌نویس اعلامیه جهانی حقوق بشر است.